# Saint-Jean-Chambre
Saint-Jean-Chambre település Franciaországban, Ardèche megyében. Lakosainak száma 252 fő (2022. január 1.). Saint-Jean-Chambre Chalencon, Saint-Apollinaire-de-Rias, Saint-Basile, Silhac és Belsentes községekkel határos.

## Népesség
A település népessége az elmúlt években az alábbi módon változott:
| Lakosok száma | 333  | 260  | 235  | 251  | 273  | 281  | 265  | 256  | 254  | 252  |
|               | 1968 | 1982 | 1990 | 2006 | 2013 | 2015 | 2017 | 2019 | 2020 | 2022 |